# Sonic the Comic
 (octobre 2019).
Si vous disposez d'ouvrages ou d'articles de référence ou si vous connaissez des sites web de qualité traitant du thème abordé ici, merci de compléter l'article en donnant les références utiles à sa vérifiabilité et en les liant à la section « Notes et références ».
Sonic the Comic est un magazine britannique centré sur un comics de Sonic publié par Fleetway et partiellement traduit en France dans le Sonic Mag. 223 exemplaires furent publiés de 1993 à 2002.
En plus du comic en lui-même, le magazine contenait des sections destinées aux fans (courrier, aide, fanarts) et aux jeux Sonic (previews et tests). D'autres jeux Sega ont eu un comic dans le magazine :  Golden Axe, Streets of Rage 2, Shinobi, Kid Chameleon, Eternal Champions, Pirate STC, Marko's Magic Football, Ecco the Dolphin, Wonder Boy, Sparkster, Mutant League Football, Shining Force et Decap Attack.
Contrairement à Sonic the Hedgehog d'Archie Comics, l'histoire suit la trame des jeux vidéo : Sonic délivre ses amis enfermés dans des robots et combat Robotnik.